# William R. Bennett Bridge
Le William R. Bennett Bridge est un pont routier canadien reliant Kelowna à West Kelowna, en Colombie-Britannique. Ouvert le 25 mai 2008, ce pont flottant permet le franchissement du lac Okanagan par la route 97.